# Spider-Man (film)
Spider-Man è un film del 2002 diretto da Sam Raimi.
Basato sull'omonimo personaggio di Marvel Comics, è il primo capitolo della trilogia di Spider-Man di Raimi. Il film è interpretato da Tobey Maguire, Willem Dafoe, Kirsten Dunst, James Franco, Cliff Robertson, Rosemary Harris, J. K. Simmons ed Elizabeth Banks. La storia segue un timido adolescente di nome Peter Parker che acquisisce abilità sovrumane dopo essere stato morso da un ragno geneticamente modificato. Adotta l'identità del vigilante mascherato "Spider-Man" e inizia a combattere il crimine a New York City, affrontando nel frattempo il malvagio Green Goblin.
Lo sviluppo di un film live-action sull'Uomo Ragno iniziò nel 1975, ma si bloccò per quasi 25 anni a causa di problemi finanziari e di licenza. La Columbia Pictures ottenne finalmente la licenza per il progetto per una distribuzione mondiale nel 1999. David Koepp fu assunto per creare una sceneggiatura funzionante, che fu poi riscritta da Scott Rosenberg e perfezionata da Alvin Sargent. Furono presi in considerazione vari registi prima che Raimi venisse assunto nel 2000. Le riprese si svolsero a Los Angeles e New York City da gennaio a giugno 2001. Danny Elfman compose la colonna sonora, mentre Sony Pictures Imageworks si occupò degli effetti visivi.
La premiere di Spider-Man è avvenuta al Mann Village Theater il 29 aprile 2002 e uscì negli Stati Uniti il 3 maggio. Il film ricevette recensioni positive da parte della critica e del pubblico, che elogiò la regia di Raimi, la storia, le performance, gli effetti visivi, le sequenze d'azione e la colonna sonora. Fu il primo film a raggiungere i $100 milioni in un solo weekend, nonché il film di maggior successo basato su un fumetto all'epoca. Con un incasso al botteghino di oltre $825 milioni in tutto il mondo, fu il terzo film con il maggior incasso del 2002, il film di supereroi con il maggior incasso e il sesto film con il maggior incasso in assoluto al momento dell'uscita. Il film ottenne delle nomination per il miglior sonoro e i migliori effetti visivi alla 75ª edizione degli Academy Awards, tra numerosi altri riconoscimenti. Spider-Man è accreditato per aver ridefinito il genere dei supereroi moderni e il blockbuster estivo. Seguirono due sequel, entrambi diretti da Raimi: Spider-Man 2 (2004) e Spider-Man 3 (2007). Maguire e Dafoe ripresero in seguito i loro ruoli in Spider-Man: No Way Home (2021), che esplora il concetto di multiverso e collega la trilogia di Raimi al Marvel Cinematic Universe (MCU).

## Trama
New York. Peter Parker, uno studente liceale timido e impopolare, visita in gita scolastica un laboratorio di genetica della Columbia University con il suo amico Harry Osborn e la sua vicina Mary Jane Watson. Lì, viene accidentalmente morso da un "super ragno" geneticamente modificato e si ammala a casa. Nel frattempo, il padre di Harry, Norman Osborn, scienziato e fondatore della Oscorp, cerca di rispettare i termini stabiliti con l'esercito per ottenere un importante contratto. Sperimenta su sé stesso un potenziatore chimico instabile che migliora le prestazioni muscolari e riesce ad aumentare il suo potenziale, ma sviluppa anche una personalità alternativa aggressiva e folle, uccidendo il suo assistente Mendel Stromm e rubando il prototipo di un aliante da combattimento e la relativa tuta da combattimento, entrambi sviluppati nei suoi laboratori.
Il giorno successivo, Peter scopre di non essere più miope e di aver sviluppato poteri simili a quelli di un ragno: può lanciare ragnatele dai polsi e ha forza, resistenza, agilità, riflessi e velocità sovrumane, la capacità di aderire ai muri e un sesto senso che lo avverte anticipatamente dei pericoli. Con i suoi poteri, Peter si difende bene dal bullo Flash Thompson e, respingendo il consiglio di suo zio Ben che "da un grande potere derivano grandi responsabilità", pensa di comprare un'auto per impressionare la sua amata Mary Jane. Partecipa a un evento di wrestling per vincere un premio in denaro e vince l'incontro con il lottatore Sega Ossa, ma il promotore lo liquida con un misero compenso. Subito dopo, un ladro rapina il promotore e Peter gli permette di scappare come vendetta per non essere stato pagato. Poi scopre che suo zio Ben è stato derubato della sua auto e ucciso. Furibondo, Peter insegue il ladro d'auto, solo per rendersi conto che è lo stesso rapinatore che ha lasciato scappare. Messo alle strette da Peter, il ladro muore cadendo da una finestra. Nel frattempo, un Norman nuovamente impazzito interrompe un test da parte della compagnia rivale della Oscorp, la Quest Aerospace, e uccide diverse persone, compreso il Generale Slocum.
Dopo il diploma, Peter decide di usare i suoi poteri da ragno per combattere il crimine onorando la memoria dell'amato zio. Si crea un costume rosso e blu e si rende famoso fra i cittadini di New York come il personaggio mascherato Spider-Man. J. Jonah Jameson, il burbero editore del quotidiano Daily Bugle, è convinto che Spider-Man sia un criminale come quelli che ferma e assume Peter come fotografo freelance poiché è l'unico che può fornirgli foto chiare del supereroe in azione. In seguito Norman scopre che il consiglio di amministrazione della Oscorp vuole licenziarlo per poter vendere la società alla Quest. Si abbandona di nuovo al suo alter ego e, mascherato da folletto maligno, li uccide riuniti su una balconata con delle bombe durante la Fiera dell'Unità Mondiale a Times Square. Peter, nei panni di Spider-Man, affronta Norman durante l'attacco e infine riesce a scacciarlo, salvando anche Mary Jane da morte certa. Jameson soprannomina il misterioso assassino "Goblin".
Goblin vede Spider-Man come l'unico che può fermarlo ma gli offre la scelta di schierarsi dalla sua parte per tenere in pugno l'intera città, ma lui rifiuta. Il giorno del Ringraziamento, Goblin provoca un incendio in un palazzo per attirare Spider-Man e ripresenta la sua proposta: l'eroe rifiuta nuovamente e si ferisce un braccio durante lo scontro. Al pranzo del ringraziamento, la zia May di Peter invita Mary Jane, Harry e Norman. Durante il pranzo, Norman nota la ferita sul braccio e deduce l'identità di Peter. Quella stessa sera, pensando che l'unico modo per far soffrire Peter sia attaccare le persone a lui più care, si rimette i panni di Goblin e spaventa così tanto zia May da farla ricoverare in ospedale.
Mentre l'assistono, Mary Jane confida a Peter di provare qualcosa per Spider-Man, dato che l'ha salvata anche da una banda di teppisti, e gli domanda se gli ha mai chiesto di lei, dato che Peter si fa passare per il fotografo del supereroe. In questo frangente il ragazzo le rivela i suoi sentimenti. Qui Harry, che esce con Mary Jane, la vede tenere la mano di Peter. Conoscendo i sentimenti dell'amico per la ragazza ormai ricambiati, Harry esce devastato dall'ospedale e confida a suo padre Norman che Peter ama Mary Jane, rivelando involontariamente il punto debole di Spider-Man. La notte seguente, Norman (nei panni di Goblin) prende in ostaggio Mary Jane e una funivia piena di bambini sul ponte di Queensboro. Quando Spider-Man giunge sul posto, Goblin lo costringe a un sadico esperimento sociale: scegliere chi vuole salvare. Quando li lascia cadere, Spider-Man salva sia Mary Jane che i bambini, ma Goblin cerca di farli cadere tutti e, proprio quando sta per impalare Spider-Man con le lame dell'aliante, un gruppo di persone vicine distraggono Norman, mentre Spider-Man riesce a calare in sicurezza Mary Jane e i bambini su una chiatta vicina.
Un Goblin infuriato getta Spider-Man in un vicino edificio abbandonato e lo picchia brutalmente. Quando Goblin si vanta di come ucciderà Mary Jane, Spider-Man trova la forza di reagire e inizia a prendere il sopravvento. Apparentemente sopraffatto, Norman si smaschera e implora perdono mentre prepara astutamente il suo aliante per infilzare Peter da dietro. Avvertito dal suo senso di ragno, Peter schiva l'attacco e l'aliante trafigge mortalmente Norman. Questi dice a Peter di non rivelare la sua identità di Goblin a Harry prima di morire. Peter porta il cadavere di Norman a casa degli Osborn e viene sorpreso da Harry, che lo sfida e gli punta una pistola contro, ma Peter scappa.
Al termine del funerale di Norman, Harry giura vendetta su Spider-Man, che ritiene responsabile della morte di suo padre. Mary Jane confessa a Peter che lo ama. Peter, tuttavia, non volendo mettere in pericolo la ragazza coinvolgendola nella sua vita da supereroe, le dice che rimarrà sempre un suo amico. Quando Mary Jane sospetta di Peter dopo il bacio condiviso con lui sotto la pioggia, questi se ne va, ricordando le parole dello zio Ben e accettando la sua responsabilità come Spider-Man.

## Produzione

### Sviluppo

Copertina dell'adattamento a fumetti del film

Lo sviluppo di un film live-action di Spider-Man è iniziato negli anni ’80. Nel tempo, sono stati coinvolti nel progetto registi come Tobe Hooper, Joseph Zito, Albert Pyun e James Cameron, ingaggiati dalle varie case di produzione succedutesi negli anni come detentrici dei diritti (Orion Pictures, Cannon Films, Carolco, MGM). È interessante notare che se il film fosse stato realizzato a metà anni ’80 da Zito per la Cannon di Menahem Golan e Yoram Globus, avrebbe raccontato di come Peter Parker sarebbe diventato Spider-Man dopo un esperimento non riuscito con i ciclotroni, e di come il Dottor Octopus sarebbe passato da essere prima il mentore e poi il nemico del supereroe. Lo studio, nonostante il bizzarro copione firmato da Ted Newsom e John Brancato, prevedeva comunque un cast interessante: per il ruolo di Octopus era stato contattato Harrison Ford, lo stesso Stan Lee espresse l’interesse di interpretare J. Jonah Jameson, Lauren Bacall e Katharine Hepburn erano state prese in considerazione per la parte di zia May, mentre per Peter Parker si sarebbero contesi il ruolo l’attore-stuntman Scott Leva (già apparso come Spider-Man in un servizio fotografico su un fumetto Marvel) e Tom Cruise.
Nell'aprile del 1999 la Sony Pictures annunciò l'intenzione di voler girare un film su Spider-Man. La produzione venne affidata a Laura Ziskin (Eroe per caso) e Ian Bryce (Salvate il soldato Ryan, Quasi famosi), con Avi Arad e lo stesso Stan Lee nelle vesti di produttori esecutivi. Come registi vennero indicati Roland Emmerich, Tim Burton, Chris Columbus, Tony Scott, Ang Lee, Barry Sonnenfeld, Michael Bay, Jan de Bont, M. Night Shyamalan e David Fincher. Fincher rivelò di non voler narrare una storia sulle origini del personaggio ma di adattare per il grande schermo il famoso e drammatico albo a fumetti La notte in cui morì Gwen Stacy, allo studio però l’idea non piacque. Nel gennaio 2000, Sam Raimi venne assunto come regista della pellicola, Raimi si era già cimentato nel genere con Darkman, un horror del 1990 dal discreto successo commerciale e girato con un budget contenuto che narrava le gesta di una specie di supereroe in chiave negativa. Contemporaneamente la casa di produzione fissò la data d'uscita per l'estate del 2001.
Prima dell'avvio del progetto da parte della Sony-Columbia Pictures, tra i tanti registi che nel tempo avevano tentato di portare sul grande schermo il personaggio di Spider-Man, quello che si avvicinò di più a farlo fu James Cameron per la Carolco, intorno alla metà degli anni ’90. Il noto regista di Terminator aveva già cominciato a programmare la realizzazione del film dal punto di vista “tecnologico” e ad avviare il casting per scegliere il protagonista. Tra i possibili candidati al ruolo di Peter Parker si erano fatti i nomi di Charlie Sheen, Chris O'Donnell, Michael Biehn (all’epoca attore prediletto di Cameron), Nicolas Cage, Bruce Campbell (l’attore feticcio di Sam Raimi), Christopher Daniel Barnes (il doppiatore di Spider-Man nella popolare serie animata del 1994) e i giovanissimi Edward Furlong e Leonardo DiCaprio. È curioso notare dai nomi dei candidati (ad eccezione di Furlong e DiCaprio), che anagraficamente lo Spider-Man di Cameron sarebbe stato un personaggio più maturo e che alcuni di questi attori saranno comunque coinvolti nel franchise in futuro: Bruce Campbell interpreterà un ruolo cameo nel film di Raimi e nei due sequel, inoltre darà la sua voce a quattro video games tratti dalla saga, Barnes continuerà ad essere coinvolto come doppiatore in tante altre produzioni d’animazione sul personaggio, Chris O'Donnell, Leonardo DiCaprio ed Edward Furlong saranno presi in considerazione anche dalla Sony e da Raimi per il ruolo di Parker mentre a Cage verrà inizialmente offerta dallo studio la parte di Norman Osborn / Green Goblin e nel 2018 darà la voce al personaggio secondario di Spider-Man Noir nel film d’animazione Spider-Man: Un nuovo universo. Cameron, scrisse anche una sceneggiatura considerata dai produttori complicata e controversa perché non molto fedele al fumetto originale. Con il passaggio dei diritti di Spider-Man dalla Carolco alla Columbia Pictures (di proprietà Sony), il progetto di Cameron venne abbandonato ma lo studio rilevò con i diritti anche lo script del regista. L’incarico di scrivere un nuovo copione venne dato a David Koepp, che comunque decise di prendere ispirazione dalla sceneggiatura di Cameron perché in molti punti la considerava buona. Koepp fece diverse modifiche al copione, tra cui la scelta degli antagonisti: da Electro e dall'Uomo Sabbia a Goblin e al Dottor Octopus.. Nel 2000, Goblin venne scelto come unico cattivo del film perché Sam Raimi sentì che il tema padre-figlio (Norman e Harry Osborn e Peter Parker) avrebbe reso la pellicola più profonda.. In seguito la Columbia ingaggiò anche Scott Rosenberg per riscrivere e migliorare la sceneggiatura di Koepp. Rosenberg riutilizzò altre idee di Cameron, come la scelta delle ragnatele organiche al posto delle spara-ragnatele, su insistenza di Raimi rimosse anche il personaggio del Dottor Octopus (che poi sarebbe stato utilizzato nel sequel del 2004) e scrisse nuove sequenze d'azione. La Columbia, non ancora soddisfatta del copione assunse anche Alvin Sargent per modificare una buona parte dei dialoghi. Alla fine, tra Cameron, Koepp, Rosenberg e Sargent solo il secondo dei quattro ottenne il credito di sceneggiatore, probabilmente perché aveva lavorato per molto più tempo rispetto agli altri. Il regista approvò lo script finale firmato dal solo David Koepp ma ancora non convinto del tutto, fece qualche ulteriore modifica al copione poche settimane prima dall’inizio delle riprese insieme a Ivan Raimi, suo fratello maggiore, con il quale aveva già scritto Darkman e L'armata delle tenebre. Come gli altri, anche Sam Raimi e suo fratello non ricevettero il credito di sceneggiatori nei titoli del film.

### Cast
- Tobey Maguire è Peter Parker / Spider-Man: l’attore venne confermato dalla produzione nel luglio 2000[14] e fu la scelta primaria di Sam Raimi per il ruolo. Il regista, infatti, era rimasto colpito dall'interpretazione di Maguire in Le regole della casa del sidro.[15] Contrariamente a Raimi, la Columbia era inizialmente scettica ma il giovane attore riuscì a sorprendere i produttori con la sua audizione e firmò per il film e per due possibili sequel. Maguire si allenò addirittura prima del provino e dopo aver ottenuto la parte, si tenne in forma con esercizi regolari tra pesi e arti marziali sei volte alla settimana. Inoltre, per immedesimarsi nel personaggio, l’attore studiò per un breve periodo anche le movenze dei ragni.[16] Per il ruolo furono presi in considerazione gli attori Leonardo DiCaprio, Edward Furlong, Chris O'Donnell, Freddie Prinze Jr.,[17] Chris Klein, Wes Bentley, Heath Ledger,[5]Jude Law, Josh Hartnett, Scott Speedman, Jay Rodan, Joe Manganiello, James Franco[18], Elijah Wood, Topher Grace e Frankie Muniz. DiCaprio, Furlong e O'Donnell erano già stati presi in considerazione per la parte da James Cameron a metà degli anni 90’.
- Willem Dafoe è Norman Osborn / Goblin: l’attore venne ingaggiato nel novembre del 2000 ottenendo la parte al posto di Bill Paxton,[19] e dopo il rifiuto di Jim Carrey, John Malkovich, Nicolas Cage[20][21], Robert De Niro, Billy Crudup, John Travolta, Jason Isaacs, Mel Gibson e Brad Dourif. Durante le riprese Dafoe preferiva indossare personalmente l'armatura di Goblin, rifiutando di farsi sostituire dagli stuntmen perché non avrebbero trasmesso il necessario linguaggio del corpo del personaggio
- Kirsten Dunst è Mary Jane Watson: prima dell'ingaggio della Dunst erano state prese in considerazione anche Alicia Witt[22], Kate Hudson, Tara Reid, Elizabeth Banks, Mena Suvari, Eliza Dushku e Elisha Cuthbert. L'attrice decise di partecipare al film dopo aver saputo dell'assunzione di Maguire[23] e ottenne il ruolo un mese prima dell'inizio delle riprese.
- James Franco è Harry Osborn: il giovane attore fece il provino per il ruolo di Spider-Man prima di essere assunto per interpretare Harry Osborn.[24]
- Cliff Robertson è Ben Parker: Robertson, star hollywoodiana degli anni 50’ e 60’, interpretando lo zio Ben, ha regalato al pubblico uno degli ultimi ruoli importanti della sua carriera.
- Rosemary Harris è May Parker: l’anziana attrice inglese, attiva in teatro e al cinema fin dai primi anni 50’, è stata scritturata per interpretare la zia del protagonista. Per il ruolo era stata presa in considerazione anche Marion Ross.
- J. K. Simmons è J. Jonah Jameson: Simmons, futuro premio Oscar, aveva già lavorato con Sam Raimi in Gioco d'amore e in The Gift. L’attore, ottenne il ruolo del capo di Parker spuntandola su candidati all’epoca ben più conosciuti di lui come: R. Lee Ermey, Hugh Laurie, Harve Presnell, Dennis Farina, Michael Keaton, Christopher Lloyd, Fred Ward e Bill Paxton.
- Joe Manganiello è Flash Thompson: Manganiello, interprete di origini italiane al suo primo lavoro importante, venne provinato per il ruolo di Spider-Man ma gli fu data la parte di Flash.
- Gerry Becker è Maximilian Fargas: l’attore teatrale, interpreta il ruolo dell’amministratore delegato della “Oscorp Industries”.
- Bill Nunn è Joseph "Robbie" Robertson: il padre di Nunn faceva lo stesso lavoro che il figlio svolge nel film, il giornalista.
- Jack Betts è Henry Balkan: Betts, conosciuto negli anni 70’ come attore di spaghetti-western, ha il ruolo dell’antipatico dirigente della “Oscorp Industries”.
- Stanley Anderson è il Generale Slocum: Anderson, noto per la sua carriera teatrale, interpreta il generale che ha in odio Osborn.
- Michael Papajohn è il rapinatore: l’attore-stunt, che interpreta il ladro d’auto assassino di zio Ben, aveva già lavorato con Raimi in Gioco d'amore.
- Ron Perkins è Mendell Stromm: l’attore ha il ruolo dell’assistente di Osborn.
- Bruce Campbell è l’annunciatore del ring: l’amico d’infanzia e attore preferito di Sam Raimi, interpreta l’annunciatore del torneo di wrestling che inventa il nome del supereroe. Campbell, tornerà a recitare anche nei due sequel ma in ruoli differenti.
- Ted Raimi è Hoffman: il fratello minore del regista, ha il ruolo dell’assistente di J. Jonah Jameson.
- Elizabeth Banks è Betty Brant: l’attrice, che in origine era stata provinata per la parte di Mary Jane, ha avuto il ruolo della segretaria di Jameson, avviando così, una carriera importante. Nel decennio successivo diventerà famosa grazie ad un altro franchise (Hunger Games), e anche come regista (Pitch Perfect 2).
- K.K. Doods è Simkins: la Doods, ha il ruolo della segretaria di Osborn.
- Randy Savage è “Sega Ossa” McGraw: l’ex wrestler conosciuto come Macho Man, interpreta il lottatore dell’incontro al torneo di wrestling.
- John Paxton è il maggiordomo: il padre dell’attore Bill Paxton, interpreta il maggiordomo di casa Osborn. Diventato attore cinematografico già ultra settantenne e quasi per gioco, aveva già lavorato con Sam Raimi recitando insieme a suo figlio in Soldi sporchi.
- Tim DeZarn è Phil Watson: l’attore, ha il ruolo del padre alcolizzato di Mary Jane.
- Larry Joshua è il promoter del torneo wrestling: Joshua, era già apparso brevemente in un altro film di Raimi, Gioco d'amore.
- Octavia Spencer è la ragazza al check-in: l’attrice, futuro Premio Oscar, compare come l’addetta alle iscrizioni del torneo di wrestling che registra la partecipazione di Peter.
- Shan Omar Huey è l’insegnante: l’attore, ha il ruolo del professore di Peter e Harry.
- Myk Watford è il poliziotto dell’incendio: Watford, interpreta il poliziotto nella scena dell’incendio.
- Macy Gray è se stessa: la cantante appare in un cameo durante la parata cantando una delle canzoni del film.
- Lucy Lawless è la ragazza Punk Rock: la Lawless, protagonista della serie Xena - Principessa guerriera (prodotta e creata da Sam Raimi), fa un breve apparizione come punk.
- Evan Arnold è il medico: Arnold, appare brevemente nei panni del dottore che visita Parker.
- Jill Sayre è l’infermiera: la Sayre, aveva già vestito i panni dell’infermiera per Sam Raimi in Soldi sporchi.
- Lisa Danielle è la sostenitrice di “Sega Ossa”: la wrestler statunitense detta Onyx, compare tra le sostenitrici del lottatore.
- Sara Ramírez è la poliziotta: la cantante-attrice che in seguito diventerà famosa con la serie Grey's Anatomy, è una dei due poliziotti che intervengono per il furto d'auto.
- Timothy Patrick Quill è la guardia al torneo di wrestling: l’attore, amico di Sam Raimi fin da ragazzo, aveva già recitato per il regista in L'armata delle tenebre e in Pronti a morire.
- Scott Spiegel è il poliziotto della marina: il regista-sceneggiatore di film horror e amico d’infanzia di Sam Raimi, compare come poliziotto della marina.
- Stan Lee è l’uomo alla parata: il creatore del personaggio, nonché produttore esecutivo del film, appare in alcuni fotogrammi durante la scena della parata.
- Taylor Gilbert è Madeline Watson: la moglie del produttore Ian Bryce, da la voce alla madre di Mary Jane che non si vede fisicamente. La Gilbert apparirà in carne e ossa nel sequel interpretando lo stesso ruolo, anche se il nuovo film non sarà più prodotto dal marito.

Kevin Feige, che in questo film ha lavorato nel team produttivo e successivamente è diventato produttore di quasi tutti i film Marvel nonché presidente dei Marvel Studios, ha affermato che era nelle intenzioni della Sony (detentrice dei diritti cinematografici di Spider-Man) e della Fox (detentrice dei diritti de i Fantastici Quattro, Silver Surfer e mutanti Marvel) di far comparire Hugh Jackman con la giacca di pelle del Wolverine cinematografico. Nonostante la questione dei diritti, appartenenti a case di produzione/distribuzione differenti e pertanto non condivisibili a meno di un accordo apposito, l'attore ha chiarito che non fu possibile realizzare il cameo non per i problemi legali legati all'utilizzo dell'X-Man, ma semplicemente perché non si riuscì a trovare il costume in tempo per le riprese della scena, che avrebbe probabilmente visto il supereroe artigliato camminare per le strade di Manhattan mentre Spider-Man oscillava tra i grattacieli.

### Riprese
Le riprese del film vennero fissate per il novembre del 2000, e la distribuzione nel 2001. In seguito, quando la Sony annunciò il rinvio della distribuzione al 3 maggio 2002, le riprese cominciarono l'8 gennaio 2001 a Culver City, Los Angeles, California. Lo stage 29 della Sony venne utilizzato per riprodurre la casa di Peter a Forest Hills, mentre lo stage 27 della medesima casa di produzione venne usato per l’incontro sul ring tra Spider-Man e "Sega Ossa" e anche per lo scontro con Goblin nella scena ambientata a Times Square. Il 6 marzo, un incidente durante la lavorazione costò la vita all'operaio Tim Holcombe.
A Los Angeles, il museo di storia naturale fu usato per i laboratori della Columbia University dove Peter viene morso dal ragno radioattivo, la Pacific Electricity fornì gli uffici per il Daily Bugle e gli interni della Greystone Mansion divennero la casa di Osborn. Lo scontro finale tra Green Goblin e Spider-Man sul Queensboro Bridge venne in gran parte girato realmente a New York. Durante le riprese, alcuni dei costumi di scena di Spider-Man e Goblin furono misteriosamente rubati e la casa di produzione mise una ricompensa di 25.000 dollari per ritrovarli ma non vennero mai restituiti.
Phil Jimenez è un disegnatore di fumetti sia per DC Comics che per la Marvel. Nella scena in cui Peter disegna il costume di Spider-Man, le mani riprese in dettaglio sono in realtà le sue.

### Design
Il costume di Spider-Man fu disegnato da James Acheson come pezzo singolo ad eccezione della maschera che poteva essere rimossa. Per realizzarlo, Maguire fu ricoperto da una sostanza aderente in modo da ricavare la forma esatta del suo corpo. Le lenti degli occhi vennero progettate per apparire riflettenti e lievemente opacizzate, inoltre sono stati creati diversi costumi per il personaggio costati 100.000 dollari l’uno. Come già citato in precedenza, si decise di mantenere l'idea originale di Cameron secondo cui Peter non aveva lanciaragnatele come nel fumetto, ma emetteva una tela organica dai polsi che sarebbe stata realizzata totalmente con gli effetti. Il costume di Green Goblin è stato creato dopo l'assunzione di Willem Dafoe, che rifiutò molti dei costumi proposti, in quanto l’attore era alla ricerca di un particolare tipo che gli permettesse di essere snello e atletico allo stesso tempo. Tra le persone coinvolte nella pellicola girava voce che Goblin potesse essere accompagnato da ragazze adolescenti provviste anch'esse di costume e aliante ma Raimi odiò l'idea e la bocciò immediatamente. Il primo costume ideato per Goblin era basato sul makeup prostetico ed era più simile al fumetto originale, non essendo soddisfatto del risultato, il regista optò per un'armatura.

### Effetti speciali
John Dykstra venne ingaggiato per creare gli effetti visivi di Spider-Man nel maggio del 2000. Dykstra decise di realizzare la maggior parte delle evoluzioni del protagonista al computer poiché fisicamente impossibili per qualunque stuntman. In questo modo, Sam Raimi si avvicinò per la prima volta alla computergrafica visto che per i suoi film precedenti aveva sempre utilizzato effetti più artigianali. Raimi lavorò sodo per dirigere tutte le sequenze in cui Spider-Man oscilla per gli edifici di New York e ideò diverse coreografie che lo costrinsero ad aumentare il budget del film (per riprese ed effetti) da 70 a 100 milioni di dollari. A causa dei contrasti cromatici, Spider-Man e Goblin vennero ripresi separatamente nel corso della pellicola, in quanto Spider-Man, col costume blu, aveva bisogno del green-screen mentre viceversa Goblin, che indossava un costume verde, girava con il blu-screen.

### Montaggio e Post-produzione
Il montaggio del film venne curato da Arthur Coburn e dal futuro premio Oscar Bob Murawski. Il primo aveva già montato per Raimi Soldi sporchi (1998) e Gioco d'amore (1999), il secondo L'armata delle tenebre (1992). Dato che nel budget non c’erano abbastanza soldi per eseguire la sequenza dei sogni di Peter Parker nel modo in cui era stata originariamente sceneggiata, Murawski, in post-produzione ha comunque costruito la sequenza con vari materiali d’archivio, utilizzando principalmente alcune inquadrature dei titoli di apertura e delle scene tagliate, frammenti di filmati presi dal film di Sam Raimi, Darkman (1990), e persino una ripresa del film horror di Lucio Fulci, ...e tu vivrai nel terrore! - L'aldilà (1981).

## Colonna sonora

### Spider-Man: Original Motion Picture Score
La colonna sonora del film è stata composta da Danny Elfman. Elfman, in precedenza aveva già firmato le musiche di altri tre film di Sam Raimi (Darkman, L'armata delle tenebre, Soldi sporchi), e per questo lavoro sarà premiato, nel 2003, con il Saturn Award.
Tracce
1. Main Title
2. Transformations
3. Costume Montage
4. Revenge
5. First Web
6. Something's Different
7. City Montage
8. Alone
9. Parade Attack
10. Specter Of The Goblin
11. Revelation
12. Getting Through
13. Final Confrontation
14. Farewell
15. End Credits

### Music from and Inspired by Spider-Man
Nell'album sono compresi i brani What We're All About dei Sum 41, Hero di Chad Kroeger insieme a Josey Scott, Bother degli Stone Sour (sebbene il brano sia stato accreditato al solo Corey Taylor) e My Nutmeg Phantasy di Macy Gray insieme a Mos Def e Angie Stone, oltre ad alcuni estratti dalla colonna sonora di Elfman e il Theme from Spider-Man di Paul Francis Webster e Robert Harris.
Tracce
1. Theme from Spider Man – 1:01
2. Chad Kroeger – Hero – 3:19
3. Sum 41 – What We're All About (Original Version) – 3:35
4. Black Lab – Learn to Crawl – 3:36
5. Bleu – Somebody Else – 3:37
6. Alien Ant Farm – Bug Bytes – 3:32
7. Default – Blind – 3:10
8. Corey Taylor – Bother – 4:00
9. Greenwheel – Shelter – 3:31
10. The Strokes – When It Started – 2:56
11. The Hives – Hate to Say I Told You So – 3:22
12. Theory of a Deadman – Invisible Man – 2:39
13. Pete Yorn – Undercover – 3:59
14. Macy Gray – My Nutmeg Phantasy (Morello Mix) – 4:29
15. Injected – I-Iv-V – 3:02
16. Jerry Cantrell – She Was My Girl – 4:17
17. Danny Elfman – Main Titles – 3:42
18. Danny Elfman – Farewell – 4:43
19. Aerosmith – Theme from Spider Man – 2:57

## Distribuzione
Il primo teaser trailer fu lanciato nel 2001; questo non conteneva nessuna immagine del film ma solo sequenze girate appositamente. Il teaser mostrava una rapina in banca, con conseguente fuga in elicottero tra i grattacieli di New York; l'elicottero, però, rimaneva impigliato nella ragnatela di Spider-Man, situata tra le due Torri Gemelle. Il teaser fu rimosso dal web e dai cinema dopo l'attacco terroristico a New York dell'11 settembre 2001 e furono anche ritirati dei poster promozionali che ritraevano l'eroe arrampicato proprio tra le Torri Gemelle. Sia il teaser trailer che il poster possono essere facilmente trovati su Internet.
Prima dell'uscita di Spider-Man in Inghilterra nel giugno 2002, il film venne classificato come PG-12 dalla BBFC per le scene di violenza presenti. A causa della popolarità del personaggio tra il pubblico giovanile, questa scelta provocò molte polemiche che portarono la BBFC a riclassificare Spider-Man come '12A' mentre negli Stati Uniti, il film di Raimi venne classificato con un "PG-13". È curioso notare che una ventina di anni prima lo stesso organo di commissione della censura inglese aveva osteggiato anche il primo film di Sam Raimi, La casa, un horror a basso costo molto truculento che comunque ha lanciato il regista in tutto il mondo e ha generato un franchise, arrivando addirittura a ritirare la pellicola dal mercato nonostante i buoni riscontri commerciali, per poi ri-classificarla anni dopo con un visto censura più blando per le ri-distribuzioni.
Il film uscì nelle sale cinematografiche degli Stati Uniti il 3 maggio 2002 dopo l’anteprima mondiale del 29 aprile tenutasi al Mann Village Theatre di Los Angeles e una seconda proiezione del 1º maggio al Tribeca Film Festival a New York. Il 6 settembre dello stesso anno, un paio di settimane dopo il suo ritiro dagli schermi e due mesi prima della sua uscita Home video, venne ri-distribuito nei cinema USA in un doppio spettacolo insieme a Men in Black 2 incrementando ancora di più gli incassi e le settimane di programmazione. Sul mercato internazionale il film venne visto per la prima volta in anteprima nelle Filippine il 30 aprile 2002 per poi essere distribuito nelle sale dal primo maggio cominciando con Russia e Kazakistan. In Italia Spider-Man uscì nei cinema il 7 giugno 2002.

### Edizioni home video
Il film è stato distribuito in DVD dalla Columbia TriStar Home Entertainment con i seguenti contenuti speciali:
- Commento audio del regista Sam Raimi, del co-produttore Grant Curtis, della produttrice Laura Ziskin e di Kirsten Dunst;
- Commento audio di John Dykstra, Scott Stokdyk e Anthony LaMolinara;
- Commento audio di Tobey Maguire e di James Franco;
- Opzione Spider-Sense;
- Commento testuale;
- Profili del cast e dei personaggi;
- Trailer e spot TV;
- Video musicale Hero di Chad Kroeger & Josey Scott;
- Video musicale What We're All About di Sum 41;
- Contenuti DVD-Rom;
- Speciale della HBO;
- Speciale dell'Entertainment Tonight;
- Featurette: Profilo del regista Sam Raimi;
- Featurette: Profilo del compositore Danny Elfman;
- Errori sul set;
- Screen test;
- Speciale sul videogame;
- Featurette sul fumetto: Spider-Man: la mitologia del 21° Secolo;
- Galleria di nemici, amori e artisti;
- Gli archivi del fumetto.

#### Deluxe Edition
Successivamente, in concomitanza con l'uscita di Spider-Man 2, è stata distribuita una nuova versione home video con i medesimi contenuti speciali ma un terzo disco bonus contenente i seguenti contenuti speciali:
- Featurette: I costumi di Spider-Man;
- Featurette: Disegnando il mondo di Spider-Man;
- Featurette: Spider Wrangler;
- Featurette: Incontro di Wrestling;
- Featurette: Il World Unity Festival;
- Featurette: Il laboratorio di Oscorp;
- Featurette: L'arsenale di Goblin;
- Trailer;
- Anteprima Spider-Man 2;
- Trailer del videogame Spider-Man 2;
- Contenuti DVD-Rom.

## Accoglienza

### Incassi
Spider-Man è stato uno dei più grandi successi commerciali degli anni 2000, incassando al botteghino nordamericano più di 114.000.000 di dollari nel solo weekend di apertura. Uscito negli Stati Uniti e in Canada il 3 maggio 2002, il film di Raimi incassò in un solo giorno $ 39.406.872 in 3.615 sale cinematografiche, diventando così il più alto incasso nella storia del cinema americano per la prima giornata di programmazione, la pellicola mantenne questo record fino all'uscita del sequel, Spider-Man 2, nel 2004. Nelle sale americane il film è arrivato a incassare in totale $ 407.022.860 venendo programmato in un massimo di 3.876 schermi, mentre in quelle italiane con 16.059.300 Euro è diventato il terzo incasso più alto della stagione cinematografica . Complessivamente, la pellicola incassò a livello mondiale $ 825.025.036 diventando il terzo film più visto al cinema nel 2002 con risultati straordinari negli altri paesi anglofoni, in Australia raggiunse circa 17.000.000 di dollari al box office e sul mercato britannico (Gran Bretagna, Irlanda e Malta) quasi 46.000.000, ma anche in Giappone (56,2 milioni), Brasile (17,4 milioni), Germania (30,7 milioni), Messico (31,2 milioni), Spagna (23,7 milioni), Corea del Sud (16,98 milioni) e sul mercato di lingua francese (Francia, Algeria, Principato di Monaco, Marocco e Tunisia) dove arrivò a incassare quasi 33.000.000 di dollari. Spider-Man fu un enorme successo anche nel tempo con l’Home Media, i diritti televisivi furono ceduti per il mercato statunitense a network come Fox e TBS per 60.000.000 di dollari e nel luglio 2004, il guadagno USA del mercato Home video è stato di quasi 339.000.000 di dollari per i DVD e di oltre 89.000.000 per i VHS. Nel 2006, a soli quattro anni dall’uscita cinematografica, è stato calcolato che la Sony abbia guadagnato dallo sfruttamento del film a livello mondiale circa 1.500.000.000 di dollari dal box office e dal mercato dell’Home video (contando noleggio e vendita nei diversi formati), più altri 880.000.000 dai diritti televisivi e 109.000.000 dallo sfruttamento del merchandising (giocattoli e gadget).

### Critica
Su Rotten Tomatoes, Spider-Man ha conseguito un indice di gradimento del 90% sulla base di 249 recensioni, con una valutazione media di 7,6/10. Il consenso critico del sito recita: "Spider-Man non solo fornisce una buona dose di divertimento sullo schermo, ma ha anche un cuore, grazie alla combinazione di fascino del regista Sam Raimi e della star Tobey Maguire". Metacritic, che utilizza una media ponderata, ha assegnato al film un punteggio di 73 su 100 basato su 38 critici, indicando "recensioni generalmente favorevoli".
Il cast, in particolare Tobey Maguire, Willem Dafoe e J.K. Simmons, è spesso citato nelle recensioni come punto saliente del film. Eric Harrison, del Houston Chronicle, era inizialmente scettico sull'assunzione di Maguire, ma, dopo aver visto la pellicola, si complimentò con l'attore. Il critico Mike Clark di USA Today paragonò l'interpretazione di Tobey Maguire a quella di Christopher Reeve nel film Superman del 1978. Owen Gleiberman, di Entertainment Weekly disse che l'attore era stato in grado di portare sul grande schermo le svariate personalità del personaggio: ragazzo, uomo, romantico e vendicatore. Dandogli 2 stelle e mezzo su 4, Roger Ebert del Chicago Sun-Times ha ritenuto che il film mancasse di un elemento d'azione decente: "Considerate la scena in cui a Spider-Man viene data la crudele scelta tra salvare Mary Jane o una funivia carica di ragazzi delle scuole. Lui cerca di salvare tutti, facendoli penzolare da una rete che sembra sul punto di staccarsi. Le immagini, avrebbero potuto dare meglio l’idea degli enormi pesi da sostenere e delle tensioni emotive tra i personaggi coinvolti e invece la sequenza sembra più simile a uno storyboard incruento." Kirk Honeycutt del The Hollywood Reporter lodò il film in generale, esprimendo dei commenti positivi riguardo alle relazioni dei personaggi e al finale della pellicola che presagiva la nascita di nuovi episodi. I critici, tuttavia, espressero diverse opinioni negative riguardo ad alcune scelte fatte dal regista, come la sostituzione del classico costume di Goblin con un'armatura avanzata, mentre altre furono molto apprezzate, come la scena del bacio sotto la pioggia tra il protagonista e Mary Jane.
La rivista Empire ha classificato Spider-Man 437° nella sua lista dei 500 migliori film di tutti i tempi redatta nel 2008.

## Riconoscimenti
- 2003 - Premio Oscar
  - Nomination Miglior sonoro a Kevin O'Connell, Greg P. Russell e Ed Novick
  - Nomination Migliori effetti speciali a John Dykstra, Scott Stokdyk, Anthony LaMolinara e John Frazier
- 2003 - Premio BAFTA
  - Nomination Migliori effetti speciali a John Dykstra, Scott Stokdyk, Anthony LaMolinara e John Frazier
- 2003 - Saturn Award
  - Miglior colonna sonora a Danny Elfman
  - Nomination Miglior film fantasy
  - Nomination Migliore regia a Sam Raimi
  - Nomination Miglior attore a Tobey Maguire
  - Nomination Miglior attrice a Kirsten Dunst
  - Nomination Migliori effetti speciali a John Dykstra, Scott Stokdyk, Anthony LaMolinara e John Frazier
- 2003 - Critics' Choice Awards
  - Nomination Miglior canzone (Hero) a Chad Kroeger
- 2003 - Empire Award
  - Miglior attrice protagonista a Kirsten Dunst
  - Nomination Miglior film
  - Nomination Migliore regista a Sam Raimi
- 2003 - Premio Hugo
  - Nomination Miglior rappresentazione drammatica, forma lunga
- 2003 - Kids' Choice Awards
  - Nomination Film preferito
  - Nomination Attore cinematografico preferito a Tobey Maguire
  - Nomination Attrice cinematografica preferita a Kirsten Dunst
- 2003 - MTV Movie Award
  - Miglior performance femminile a Kirsten Dunst
  - Miglior bacio a Tobey Maguire e Kirsten Dunst
  - Nomination Miglior film
  - Nomination Miglior performance maschile a Tobey Maguire
  - Nomination Miglior cattivo a Willem Dafoe
  - Nomination Miglior combattimento a Tobey Maguire e Willem Dafoe

- 2002 - MTV Video Music Awards
  - Miglior video da un film (Hero) a Chad Kroeger e Josey Scott
- 2002 - New York Film Critics Online Award
  - Miglior attore non protagonista a Willem Dafoe
- 2003 - People's Choice Awards
  - Film preferito
- 2002 - Phoenix Film Critics Society Awards
  - Nomination Migliori effetti speciali
  - Nomination Migliori musiche originali (Hero)
- 2003 - SFX Awards
  - Nomination Miglior film fantasy
  - Nomination Miglior attore in un film fantasy a Tobey Maguire
  - Nomination Miglior regia in un film fantasy a Sam Raimi
  - Nomination Miglior colonna sonora in un film fantasy a Danny Elfman
  - Nomination Miglior attrice in un film fantasy a Kirsten Dunst
- 2002 - Teen Choice Award
  - Film drammatico/d'azione o avventura preferito
  - Attore preferito - Drammatico/d'azione o avventura a Tobey Maguire
  - Bacio preferito a Tobey Maguire e Kirsten Dunst
  - Nomination Attrice preferita - Drammatico/d'azione o avventura a Kirsten Dunst
  - Nomination Chimica preferita a Tobey Maguire e Kirsten Dunst
- 2003 - BMI Film & TV Award
  - Miglior colonna sonora a Danny Elfman
- 2003 - Motion Picture Sound Editors
  - Nomination Miglior montaggio sonoro
- 2003 - Satellite Award
  - Nomination Miglior montaggio a Eric Zumbrunnen
  - Nomination Migliori effetti speciali a John Dykstra
- 2003 - Taurus World Stunt Awards
  - Nomination Miglior Combattimento (Lo scontro finale tra Spider-Man e Goblin)

## Sequel e opere derivate
Il film ha generato due sequel, sempre diretti da Sam Raimi con Maguire come protagonista: il primo, Spider-Man 2, è uscito nel 2004, e il secondo, Spider-Man 3, nel 2007. Questi due capitoli successivi svilupparono ulteriormente la personalità di Peter Parker e i suoi tormentati rapporti con Mary Jane ed Harry Osborn, ponendo l'azione del supereroe in scontri sempre più spettacolari con nemici come il Dottor Octopus e Venom. Dato che i sequel ebbero uno straordinario successo commerciale (Spider-Man 2 anche di critica), i produttori avevano cominciato a mettere in piedi un quarto episodio ancora con Raimi alla regia e Tobey Maguire come attore; a causa di questioni contrattuali e produttive sia il regista che la star abbandonarono il progetto.
Dopo l’uscita di scena di Raimi la Sony optò per un reboot della saga trovando in Andrew Garfield il nuovo volto per interpretare il supereroe e affidando la regia della pellicola a Marc Webb. The Amazing Spider-Man, uscì nel 2012 e grazie ai forti incassi due anni dopo venne prodotto un sequel ancora diretto da Webb (The Amazing Spider-Man 2 - Il potere di Electro). Nel tempo, grazie al consolidamento e all'espansione del Marvel Cinematic Universe, il franchise ebbe un’ulteriore ripartenza e i piani per il futuro di Garfield per The Amazing Spider-Man 3 e The Amazing Spider-Man 4 vennero abbandonati. Come nuovo Spider-Man venne scritturato il giovanissimo Tom Holland, che nei panni del personaggio fece brevemente la sua prima apparizione nel 2016, insieme ad altri supereroi Marvel, nel terzo film di Capitan America. L'anno successivo Holland interpretò nuovamente il supereroe, questa volta come protagonista, nel nuovo film a lui dedicato, Spider-Man: Homecoming, diretto da Jon Watts. Il nuovo reboot ebbe un successo straordinario e diede vita ad altri due sequel ancora diretti da Watts, Spider-Man: Far from Home (2019) e Spider-Man: No Way Home (2021). Il terzo episodio si rivelò in termini assoluti il più grande incasso al box office dell'intero franchise, inoltre, come era già successo al suo debutto, Holland apparve nei panni di Parker anche in altre saghe di supereroi Marvel, come il terzo e quarto film degli Avengers e nella pellicola del 2018 dedicata a Venom. Dopo il successo di Spider-Man: No Way Home i produttori Marvel Kevin Feige e Amy Pascal annunciarono la produzione di una nuova trilogia dedicata allo Spider-Man di Holland; inoltre grazie al continuo successo delle produzioni live action, nel dicembre 2018 la Sony distribuì nelle sale cinematografiche un film d’animazione sul personaggio intitolato Spider-Man - Un nuovo universo, con una trama completamente smarcata dalla saga ufficiale e con protagonista il giovane Miles Morales. il film è ambientato in universi paralleli dove il supereroe, oltre a Parker, è dotato di diverse identità. Anche questa pellicola fu un enorme successo e inaspettatamente un trionfo per la critica, tanto da vincere un Oscar come miglior film d’animazione e mettere in cantiere due sequel, ovvero Spider-Man: Across the Spider-Verse e Spider-Man: Beyond the Spider-Verse, rispettivamente annunciati per il 2 giugno 2023 e il 28 aprile 2024.
Nel 2003 è stata prodotta una serie televisiva d'animazione intitolata Spider-Man: The New Animated Series. Composta da una sola stagione di 13 episodi e interamente realizzata in CGI, la serie, nell'intenzione della Sony, è stata concepita come un sequel d'animazione del film di Sam Raimi nonostante nell'edizione originale non sia presente nessuno degli attori della pellicola in veste di doppiatore dei rispettivi personaggi. Dato lo scarso successo, in Italia è stata mandata in onda con dieci anni di ritardo.
Dalla pellicola è stato tratto il videogioco Spider-Man, uscito per note piattaforme come PlayStation 2, Xbox e GameCube poche settimane prima che il film venisse distribuito nelle sale per potenziarne il lancio pubblicitario e il merchandising tra il pubblico dei giovanissimi. Il video game (che ebbe un notevole successo), è una sorta di picchiaduro a livelli che ripercorre la trama e i fatti salienti del film di Raimi come i vari scontri con il Goblin, aggiungendo anche personaggi, ambientazioni e sviluppi narrativi che nella pellicola non compaiono, come l'Avvoltoio, Shocker, lo Scorpione e Kraven il cacciatore. Del cast originale tornano ad interpretare i loro ruoli come doppiatori Tobey Maguire e Willem Dafoe mentre Bruce Campbell, che nel film di Raimi interpretava l’annunciatore del ring al torneo di wrestling, qui da la voce al “Tour Guide”, (il narratore del tutorial e dei bonus che appaiono nei vari livelli).
Nel 2002, per incrementare al meglio il lancio pubblicitario del film furono creati e messi in commercio numerosi gadget e linee di giocattoli da diverse aziende consociate Sony, che in breve tempo contribuirono cospicuamente ad aumentare gli introiti economici della pellicola. Il guadagno sulle vendite di questi prodotti è stato stimato intorno ai 109.000.000 di dollari.